# Holy Cross College
L'Holy Cross College è un'università privata di indirizzo cattolico con sede a Notre Dame, nello stato americano dell'Indiana.
Il college fu fondato nel 1966 dai fratelli di Santa Croce, i membri laici della Congregazione di Santa Croce, per la formazione dei religiosi dell'istituto. Nel 1967 furono ammessi ai corsi anche gli studenti di sesso maschile estranei alla congregazione e nel 1968 il college si aprì anche alle studentesse.